# Сен Дени (базилика)
Катедралната базилика „Сен Дени“ (на френски: Cathédrale royale de Saint Denis или Basilique de Saint Denis) е катедрала в бивше едноименно абатство, разположена в предградието Сен Дени, в покрайнините на Париж. Била е гробница на св. Дени, покровител на Франция и защитник на кралството. Там са погребани почти всички френски крале и много членове на техните семейства. През Средновековието абатството е най-важното във Франция, а строителните работи по църквата, извършени от абат Сугерий става отправна точка при формирането на готическия стил. Абатството е разрушено по време на Френската революция и е запазена само църквата. Преобразувана е в катедрала през 1966 г. и е седалище на настоящия епископ на Сен Дени Паскал Мишел Гизлен Деланой. Сградата е от голямо значение както в исторически план, така и от архитектурна гледна точка. То е голямо културно средище: тук се пишат „Хрониките на Франция“ (на френски: Grandes Chroniques de France) или „Хрониките от Сен Дени“ — летопис на френската история от времето на основаването на кралството. Писани от XI до края на XV в те са важен извор на сведения за политическата история на Франция, обхващащ времената на Меровингите, Каролингите и Капетингите.

## История
Към III век тук е имало галско-римско гробище. Според легендата свети Дени, първият епископ на Париж, бил обезглавен на хълма Монмартър заедно с двама последователи. Той взел главата си в ръце и стигнал до мястото, на което да бъде погребан. При царуването на Дагоберт I през VII век около гроба му се създава църква, а по-късно мястото става бенедиктинско абатство.
Своя най-голям разцвет абатството отбелязва по времето на абат Сугерий, при когото през 1137 – 1144 г. е построена манастирската църква в готически стил, която оказва огромно влияние за развитието на готиката във Франция. Към XIX век от онова време остават част от западната фасада и двете кули. Галерията с 37 прозореца и височина 10 м се отнася към XIII век. Вътрешната част на храма и статуя на светеца Сен Дени имат по-късен произход.
В началото на XIII век крал Луи IX заповядва тук да бъдат пренесени останките на неговите кралски предшественици и да се украсят с надгробия. Оттогава църквата е традиционното място за погребение на френските крале. Тук са погребани 25 кралски особи (начиная от Дагоберт I), 10 кралици и 84 принца и принцеси. Много от гробниците са разрушени през октомври 1793 г. по време на Френската революция, някои са пренесени в Париж, но след това са върнати. В 1814 г. при реставрация на сградата костите на погребаните са събрани в костница. В криптата са препогребани екзекутираните по време на Френската революция Луи XVI и Мария-Антоанета, а също така принцове и принцеси, починали в емиграция. През 1820 г. тук е погребан престолонаследникът Шарл-Фердинанд, херцог на Бери. Погребенията са прекратени след Юлската революция от 1830 г.
Северната кула (по-висока от южната) е временно разглобена през 1846 г. като предпазна мярка против срутване. През 1869 г. прочутият архитект Виоле льо Дюк провежда реставрационни работи в абатството, но без да възстанови тази кула. Едва през 2016 г. френското правителство предприема проект за възстановяване на северната кула, като планира финансирането да стане с набиране на средства от благотворителност

## Архитектура
Църквата в Сен Дени е първата сграда, при която романският стил преминава към готика без междинни форми: тук се прилагат за първи път стреловидната арка, контрафорсът, витражът и розетният прозорец над централния вход.